# Filosofía aquí y ahora
Filosofía aquí y ahora es un programa de televisión argentino presentado, conducido y dirigido por José Pablo Feinmann, que comenzó a emitirse en el año 2008. Cada capítulo busca tratar de forma clara, concisa y didáctica, temas relativos y correspondientes a la filosofía. Esto se hace tanto desde el análisis de filósofos, pensadores e intelectuales y sus obras como desde la interpretación de hechos históricos con base en las distintas, diversas y diferentes teorías filosóficas universales. Las ilustraciones que aparecen en la mayoría de los programas son realizadas por el dibujante Miguel Rep.

## Temporadas

### Primera
| Capítulo | Título                                                               |
| -------- | -------------------------------------------------------------------- |
| 1        | ¿Por qué hay algo y no más bien nada?                                |
| 2        | Filosofía de la calle                                                |
| 3        | Colón descubre América; Descartes, la subjetividad                   |
| 4        | La filosofía corta la cabeza de Luis XVI                             |
| 5        | Kant, la experiencia posible y la experiencia imposible              |
| 6        | Hegel, el sujeto absoluto y la consolidación de la burguesía europea |
| 7        | Hegel, dialéctica del amo y el esclavo                               |
| 8        | Filosofía y praxis                                                   |
| 9        | La modernidad desbocada                                              |
| 10       | El capital                                                           |
| 11       | Nietzsche, vida y voluntad de poder                                  |
| 12       | Nietzsche: Dios ha muerto                                                                     |
| 13       | Derivaciones de Nietzsche                                            |

### Segunda
| Capítulo | Título                                |
| -------- | ------------------------------------- |
| 14       | Heidegger: Ser y tiempo               |
| 15       | El Dasein y sus posibles              |
| 16       | Auschwitz y la filosofía              |
| 17       | El ser-para-la-muerte                 |
| 18       | Heidegger y el nazismo                |
| 19       | Sartre, el hombre y las cosas         |
| 20       | Sartre: el ser en-sí y el ser para-sí |
| 21       | La libertad como fundamento del ser   |
| 22       | La filosofía latinoamericana          |
| 23       | Alberdi: el Fragmento Preliminar      |
| 24       | Foucault                              |
| 25       | Foucault II                           |
| 26       | Los posmodernos                       |

### Tercera
| Capítulo | Título                                |
| -------- | ------------------------------------- |
| 27       | El iluminismo y la Revolución de Mayo |
| 28       | El Plan de Operaciones                |
| 29       | Alberdi y la Revolución de Mayo       |
| 30       | Cartas a Lavalle                      |
| 31       | Esteban Echeverría: El matadero       |
| 32       | Sarmiento en Chile                    |
| 33       | Los caudillos del interior federal    |
| 34       | José Hernández y Martín Fierro        |
| 35       | La generación del 80                  |
| 36       | El primer centenario                  |
| 37       | El 30 y la metafísica del tango       |
| 38       | La metáfora de la Casa tomada         |
| 39       | La entrada al segundo centenario      |

### Cuarta
| Capítulo | Título                                                    |
| -------- | --------------------------------------------------------- |
| 40       | La filosofía latinoamericana                              |
| 41       | La filosofía europea y América Latina                     |
| 42       | Los movimientos de Independencia                          |
| 43       | Simón Bolívar y la unión latinoamericana                  |
| 44       | El pensamiento de José Martí                              |
| 45       | La Revolución Mexicana                                    |
| 46       | José Carlos Mariátegui: regionalismo y centralismo        |
| 47       | Tendencias historiográficas en Argentina                  |
| 48       | John William Cooke: el ideólogo de la izquierda peronista |
| 49       | El Che Guevara                                            |
| 50       | El Marxismo en América Latina I                           |
| 51       | El Marxismo en América Latina II                          |
| 52       | ¿Existe la filosofía latinoamericana?                     |

### Quinta
| Capítulo | Título                                                     |
| -------- | ---------------------------------------------------------- |
| 53       | Dios y los derechos humanos                                |
| 54       | Satanás y los derechos humanos                             |
| 55       | Teoría de la violencia                                     |
| 56       | Colonialismo y violencia                                   |
| 57       | El antisemitismo                                           |
| 58       | Pensar Auschwitz                                           |
| 59       | Los intelectuales y el poder                               |
| 60       | Propaganda política y derechos humanos                     |
| 61       | Las revoluciones socialistas en el siglo XX                |
| 62       | La doctrina de la seguridad nacional                       |
| 63       | Terrorismo de Estado en la Argentina                       |
| 64       | ESMA: ontología del campo de concentración                 |
| 65       | Guerrilla, terrorismo y derechos humanos                   |
| 66       | El genocidio contra los armenios                           |
| 67       | El senador Joseph McCarthy contra Hollywood                |
| 68       | Pensar Auschwitz (con lengua de señas)                     |
| 69       | Terrorismo de Estado en la Argentina (con lengua de señas) |

### Sexta
| Capítulo | Título                                             |
| -------- | -------------------------------------------------- |
| 70       | Literatura y política - Jean Paul Sartre           |
| 71       | Literatura y política - Germán Oesterheld          |
| 72       | Literatura y política - Rodolfo Walsh              |
| 73       | Guerra del Paraguay - Un genocidio latinoamericano |
| 74       | Guerra del Paraguay - La causa del librecambio     |
| 75       | Guerra del Paraguay - La batalla de Curupaytí      |
| 76       | Guerra del Paraguay - La triple infamia            |
| 77       | Pensadores - Raúl Scalabrini Ortíz                 |
| 78       | Pensadores - Milciades Peña                        |
| 79       | Pensadores - John William Cooke                    |
| 80       | Pensadores - David Viñas                           |
| 81       | Islam y Occidente - La beligerancia de Dios        |
| 82       | Islam y Occidente - Los textos sagrados            |

### 30 años de democracia
| Capítulo | Título                      |
| -------- | --------------------------- |
| 83       | La llegada de la democracia |
| 84       | Neoliberalismo y democracia |
| 85       | El consenso de Washington   |
| 86       | Kirchnerismo                |

### Séptima
| Capítulo | Título                          |
| -------- | ------------------------------- |
| 87       | Juan B Justo y Alfredo Palacios |
| 88       | Leandro Alem                    |
| 89       | Anarquistas en Argentina        |
| 90       | La reforma universitaria        |
| 91       | La década infame                |
| 92       | 17 de octubre                   |
| 93       | La muerte de Eva Perón          |
| 94       | Desperonizar al país            |
| 95       | Azules y colorados              |
| 96       | El cordobazo                    |
| 97       | El viborazo                     |
| 98       | El plan económico               |
| 99       | La guerra de Malvinas           |

### Octava
| Capítulo | Título                                            |
| -------- | ------------------------------------------------- |
| 100      | El sometimiento del sujeto                        |
| 101      | El sujeto-otro                                    |
| 102      | Objetivo del poder mediático                      |
| 103      | La creación del sentido común                     |
| 104      | Macartismo y marcianos                            |
| 105      | Los 11 principios de Joseph Goebbels              |
| 106      | El ciudadano, de Orson Welles                     |
| 107      | La realidad es una construcción del medio         |
| 108      | Berlusconi, la tragedia y la farsa                |
| 109      | El sujeto constituyente del poder mediático       |
| 110      | Superhéroes del imperio                           |
| 111      | Complejo militar norteamericano y poder mediático |
| 112      | La interpretación como verdad                     |